# Мост, Иоганн Йозеф
Иоганн Йозеф Мост (нем. Johann Joseph Most, 5 февраля 1846, Аугсбург — 17 марта 1906, Цинциннати) — немецко-американский публицист, редактор, изначально социал-демократ, а затем анархист, оратор, в конце XIX века продвигал революционную стратегию «пропаганды действием». Большую часть своей жизни провёл в тюрьмах. Дед спортивного комментатора Бостон Селтикс Джонни Моста

## Биография

### Ранние годы
Согласно биографу Фредерику Траутманну, Иоганн Йозеф Мост был внебрачным ребёнком гувернантки и клерка. Вскоре после рождения мать погибла от холеры. Был жертвой физического насилия от мачехи и школьного учителя; его отвращение к религии приводило к конфликтам в школе. К концу же своей жизни Мост был «воинствующим с религиозными фанатиками атеистом», который «знал о Писании больше, чем многие священники».
В детстве Мост получил обморожение левой части лица. В течение нескольких лет после этого плоть гнила, и инфекция продолжала распространяться, против чего медицина того времени не могла не могла помочь.  Его состояние ухудшалось и вскоре Мосту была диагностирована терминальная стадия рака. В отчаянии был вызван хирург. Он удалил двухдюймовый участок его челюсти, что привело к необратимому обезображиванию. 
В двенадцать лет Мост организовал забастовку учеников против особенно ненавистного учителя, в результате чего его исключили из школы. . На этом эпизоде процесс формального образования Моста закончился и он приступил к работе в ранней молодости.
Мост стал учеником переплётчика книг, помогая ему с рассвета до заката, что позже было описано им как рабство. В 17 лет он стал странствовать по городам, постоянно меняя род деятельности. Таким образом он посетил 50 городов в 6 странах с 1863 до 1868 года. В Вене он был уволен и помещён в чёрный список за инсценирование забастовки. Оставаясь без официальной работы, он научился делать деревянные ящики для шляп, сигар и спичек, которые продавал на улице, пока полиция не положила конец его торговле из-за отсутствия лицензии.

### Политическая карьера
В 1874—1878 годах — депутат социал-демократической фракции в Рейхстаге. Соратник Вильгельма Гассельмана, вместе с которым был лидером группировки в СДПГ, критиковавшей политику партии.
Разочарование в парламентаризме превратило Моста в убеждённого анархиста. Переехав в Лондон, он основал революционную газету «Die Freiheit», где в 1881 году выражал восхищение по поводу убийства Александра II в России. В 1885 году вышла самая известная его книга под названием «Наука революционных военных действий: руководство по использованию и приготовлению нитроглицерина, динамита, пироксилина, гремучей ртути, бомб, запалов, ядов и прочего».

### В США
В США у него благодаря ораторскому мастерству появились последователи, ярчайшими из которых оказались Эмма Гольдман и Александр Беркман. В 1892 году Беркман осуществил «пропаганду действием», совершив покушение на Фрика, повинного в репрессиях против рабочих. Однако Беркман не получил поддержки Моста, а наоборот, подвергся резкой критике. Разгневанная Гольдман публично отстегала Моста кнутом по лицу, обвинив в трусости.
В 1906 году И. Мост умер покинутым своими прежними единомышленниками.